# Satz von Erdős (Mengenlehre)
Der Satz von Erdős ist ein Lehrsatz der Mengenlehre, einem der  Teilgebiete der Mathematik. Er geht auf den bedeutenden ungarischen Mathematiker Paul Erdős zurück.

## Formulierung
Der Satz lässt sich angeben wie folgt:
Sei die Mächtigkeit des Kontinuums mit {\displaystyle {\mathfrak {c}}} bezeichnet.
Sei weiter {\displaystyle A} eine Teilmenge der reellen Koordinatenebene {\displaystyle {\mathbb {R} }^{2}}, welche die folgende Eigenschaft habe:
Jede zur Abszissenachse parallele Gerade von {\displaystyle {\mathbb {R} }^{2}} schneide {\displaystyle A} in nur endlich vielen Punkten.
Dann gilt unter der Annahme der Gültigkeit des Auswahlaxioms die folgende Existenzaussage:
Es gibt in {\displaystyle {\mathbb {R} }^{2}} eine zur Ordinatenachse parallele Gerade, welche die Komplementärmenge {\displaystyle \complement {A}={\mathbb {R} }^{2}\setminus A} in {\displaystyle {\mathfrak {c}}} Punkten schneidet.

## Beweis
Zur Herleitung eines Widerspruchs sei die Annahme getroffen, dass die behauptete Existenzaussage falsch sei.
D. h.: Es gilt als angenommen:
Die Komplementärmenge {\displaystyle \complement {A}} wird von jeder Parallelen der Ordinatenachse in weniger als {\displaystyle {\mathfrak {c}}} Punkten geschnitten.
Dies ist dann insbesondere richtig für diejenigen Parallelen, welche die Geradengleichung:
  {\displaystyle x=n} {\displaystyle (n\in \mathbb {N} )}
erfüllen.
Man hat also für alle {\displaystyle n\in \mathbb {N} }
  {\displaystyle |\{n\}\times {\mathbb {R} }\cap \complement {A}|<{\mathfrak {c}}} .
Nun sei für {\displaystyle n\in \mathbb {N} }
  {\displaystyle Q_{n}=\{y\in \mathbb {R} \mid (n,y)\in \complement {A}\}} .
Dann gilt
  {\displaystyle \{n\}\times Q_{n}=\{n\}\times {\mathbb {R} }\cap \complement {A}}
und folglich
  {\displaystyle |Q_{n}|<{\mathfrak {c}}} .
Daraus ergibt sich unter Anwendung des Satzes von König
{\displaystyle |\bigcup _{n\in \mathbb {N} }Q_{n}|\leq \sum _{n\in \mathbb {N} }|Q_{n}|<\prod _{n\in \mathbb {N} }{\mathfrak {c}}={\mathfrak {c}}} .
Damit muss
{\displaystyle \bigcup _{n\in \mathbb {N} }Q_{n}\neq \mathbb {R} }
sein.
Folglich existiert ein {\displaystyle y_{0}\in \mathbb {R} } dergestalt, dass für alle {\displaystyle n\in \mathbb {N} }
{\displaystyle y_{0}\notin Q_{n}}
und damit
{\displaystyle (n,y_{0})\in A}
gilt.
Dies jedoch bedeutet, dass die zur Abszissenachse parallele Gerade
  {\displaystyle y=y_{0}}
die Teilmenge {\displaystyle A} in unendlich vielen Punkten schneidet, was im Widerspruch zu der vorausgesetzten Eigenschaft von {\displaystyle A} steht.
Damit erweist sich die obige Annahme als unhaltbar und folglich gilt die Behauptung.

## Zusammenhang mit einem Resultat von Sierpiński
Der Satz von Erdős ist verbunden mit einem klassischen Theorem von Wacław Sierpiński aus dem Jahre 1919, welches auch als Zerlegungssatz von Sierpiński (englisch Sierpiński’s decomposition theorem) bekannt ist.
Es besagt folgendes:
Die  einfache Kontinuumshypothese
  {\displaystyle 2^{\aleph _{0}}=\aleph _{1}}  
ist logisch äquivalent mit der folgenden Aussage:
Die reelle Koordinatenebene   {\displaystyle {\mathbb {R} }^{2}}   ist darstellbar als Vereinigungsmenge zweier Punktmengen   {\displaystyle A,B\subseteq {\mathbb {R} }^{2}}   mit der Eigenschaft,
dass    {\displaystyle A}   mit jeder beliebigen Parallelen der Abszissenachse  und ebenso   {\displaystyle B}   mit jeder beliebigen Parallelen der Ordinatenachse
 höchstens abzählbar unendlich  viele Schnittpunkte gemeinsam haben.
Ausgehend von diesem Zerlegungssatz hat Erdős gezeigt, dass unter der verschärften Annahme der Gültigkeit der Verallgemeinerten Kontinuumshypothese sein obiger Satz auf Mengen einer Mächtigkeit   {\displaystyle >{\mathfrak {c}}}   verallgemeinert werden kann.